# Amore pensaci tu
Amore pensaci tu è una serie televisiva italiana, basata sul format della serie australiana House Husbands.
La serie va in onda in prima visione assoluta su Canale 5 dal 17 febbraio al 12 giugno 2017.

## Trama
La fiction si concentra su quattro famiglie, in particolar modo sul ruolo del padre. La famiglia Pellegrini, composta da Marco, che ha rinunciato alla carriera per dedicarsi alla famiglia, Anna, dottoressa e dedita al lavoro e i loro rispettivi figli Nicola, adolescente, infatuato di Camilla, e Penelope. La famiglia Cordaro, composta da Luigi, che ha dedicato la sua vita al lavoro e "costretto" a dedicarsi ai figli poiché sua moglie Gemma, infermiera e migliore amica di Anna, decide di volersi realizzare professionalmente e le figlie, avute con tre donne differenti, Chiara, Camilla e Caterina. La famiglia Carofoglio, composta da Tommaso, pompiere, che spesso si rifugia nel lavoro per evitare il suo ruolo da genitore e Francesco, fratello gemello di Anna, che insieme a Tommaso crescono Stella, la nipote di quest'ultimo. Infine troviamo la famiglia separata La Neve, composta da Jacopo, calciatore di Serie A, che tenta i tutti i modi di riconquistare sua moglie Elena, che nel frattempo frequenta Roberto, caro amico di lui. Jacopo ed Elena insieme hanno tre figli: i gemelli Kevin e Leone e la piccola Zoe.

## Episodi
| Stagione       | Episodi | Prima TV Italia |
| -------------- | ------- | --------------- |
| Prima stagione | 20      | 2017            |

## Personaggi e interpreti

### Personaggi principali
- Luigi Cordaro, interpretato da Emilio Solfrizzi
- Marco Pellegrini, interpretato da Filippo Nigro
- Jacopo La Neve, interpretato da Carmine Recano
- Anna Moscati, interpretata da Giulia Bevilacqua
- Francesco Moscati, interpretato da Fabio Troiano
- Gemma, interpretata da Valentina Carnelutti
- Tommaso Carofiglio, interpretato da Giulio Forges Davanzati
- Chiara Cordaro, interpretata da Margherita Vicario
- Elena, interpretata da Martina Stella
- Camilla Cordaro, interpretata da Benedetta Gargari
- Nicola Pellegrini, interpretato da Emanuele Macone
- Tina, interpretata da Giuliana De Sio

### Personaggi ricorrenti
- Caterina Cordaro, interpretata da Miranda Ardovino
- Penelope Pellegrini, interpretata da Giulietta Rebeggiani
- Stella Carofiglio, interpretata da Alessia Manicastri
- Leone e Kevin La Neve, interpretati da Jacopo e Leonardo Morandi
- Roberto Damasco, interpretato da Alberto Molinari
- Dario Ballardini, interpretato da Mario Sgueglia
- Jennifer, interpretata da Giorgia Würth
- Vittorio Geronzi, interpretato da Alan Cappelli Goetz
- Regina, interpretata da Aurora Cancian
- Emanuele, interpretato da Gabriele Agnani
- Adam, interpretato da Kastriot Shehi
- Giorgina, interpretata da Camilla Ferranti
- Rossella, interpretata da Lucrezia di Michele
- Samuel, interpretato da Rocco Giusti
- Vanna Neri, interpretata da Alessandra Barzaghi

### Personaggi secondari
- Giulia Arnaboldi, interpretata da Anna Ferzetti

## Programmazione
La serie composta da 20 episodi è andata in onda inizialmente ogni venerdi in prima serata con due episodi a settimana per poi essere spostata alla domenica. A causa dei bassi ascolti ottenuti, dal nono episodio, la serie è stata definitivamente spostata al lunedì in seconda serata con un episodio a settimana.

## Colonna sonora
Il 24 febbraio 2017 esce la colonna sonora della serie con brani inediti firmati da Andrea Guerra, già compositore di altre colonne sonore di serie di successo tra cui I Cesaroni, Un medico in famiglia e Un passo dal cielo.
La sigla iniziale della serie si intitola "Before I fall down" ed è cantata da Federico Novelli.